# Joytime II
Joytime II es el segundo álbum de estudio del productor de música electrónica estadounidense Marshmello. Fue lanzado el 22 de junio de 2018 a través de Joytime Collective.

## Lanzamiento
El primer sencillo del álbum es "Tell Me", que Marshmello prometió lanzar el 8 de junio de 2018, si su publicación en las redes sociales sobre la canción recibía 5,000 comentarios. La publicación decía "Dejaré Tell Me, uno de los sencillos de Joytime II, este viernes si esta publicación recibe 5,000 comentarios sobre algo bueno que hiciste esta semana". "Check This Out" fue lanzado el 15 de junio de 2018 como el segundo sencillo del álbum.

## Lista de canciones
| Joytime II |                  |          |  |
| N.º        | Título           | Duración |  |
| 1.         | «Stars»          | 4:06     |  |
| 2.         | «Together»       | 4:06     |  |
| 3.         | «Rooftops»       | 2:57     |  |
| 4.         | «Check This Out» | 3:39     |  |
| 5.         | «Flashbacks»     | 2:45     |  |
| 6.         | «Tell Me»        | 2:38     |  |
| 7.         | «Paralyzed»      | 3:39     |  |
| 8.         | «Power»          | 3:42     |  |
| 9.         | «Imagine»        | 3:51     |  |

## Posicionamiento en lista
| Lista (2018)                        | Posiciones |
| ----------------------------------- | ---------- |
| Estados Unidos (Billboard 200)      | 165        |
| Estados Unidos (Independent Albums) | 21         |